# Luca Calvani
Luca Calvani es un actor y modelo italiano que trabajó en la película The International donde interpretó a Enzo Calvini. También apareció en las películas The Good Guy y When in Rome.

## Biografía
Su hermano menor es el director de escena y actor de teatro Marco Calvani.
Estudió actuación en Nueva York con Ron Stetson y Susan Batson.
Puede hablar italiano, inglés y francés.
Luca sale con Francesca Arena. En febrero del 2009 la pareja le dio la bienvenida a su primera hija juntos, Bianca Calvani.

## Carrera
De adolescente Luca trabajó en el mundo del modelaje con famosos como Giorgio Armani. 
En 2001 apareció en la serie estadounidense Sex and the City donde interpretó al asistente de Oscar (Alan Cumming) y trabajó junto a Sarah Jessica Parker. Ese mismo año interpretó al villano Dante Grimaldi en la serie As the World Turns.
En 2009 interpretó a Paolo en la comedia romántica The Good Guy interpretada por Alexis Bledel. Ese mismo año interpretó a Enzo Calvini en la película de acción The International.
Interpretó a Massimo Cenci en la serie Il Commissario Manara en donde tuvo que cantar. 
En 2010 apareció en la película When in Rome donde interpretó a Umberto.
En 2012 interpretó a un reportero en la película cómica To Rome with Love. 
Ese mismo año se unió al elenco recurrente de la serie The Bold and the Beautiful donde dio vida al padre Fontana.
En 2015 se unió al elenco de la película The Man from U.N.C.L.E. donde interpretaría a Alexander, el villano principal.

## Filmografía

### Películas
| Año  | Título                       | Personaje    | Notas                                                                                              |
| ---- | ---------------------------- | ------------ | -------------------------------------------------------------------------------------------------- |
| 2015 | Framed                       | Paolo        | junto a Alessandra Mastronardi, Torsten Voges, Piotr Adamczyk, Gedeon Burkhard & Daniel Olbrychski |
| 2015 | The Fly I Swatted            | -            | corto - junto a Dorotea Mercuri                                                                    |
| 2015 | The Man from U.N.C.L.E.      | Alexander    | junto a Henry Cavill, Armie Hammer, David Beckham, Hugh Grant, Jared Harris & Elizabeth Debicki    |
| 2012 | To Rome with Love            | Reportero    | junto a Ellen Page, Woody Allen, Jesse Eisenberg & Penélope Cruz                                   |
| 2010 | Maschi Contro Femmine        | -            | junto a Francesco Pannofino & Paolo Ruffini                                                        |
| 2010 | When in Rome                 | Umberto      | junto a Kristen Bell, Josh Duhamel & Anjelica Huston                                               |
| 2009 | The Good Guy                 | Paolo        | junto a Alexis Bledel, Scott Porter & Bryan Greenberg                                              |
| 2009 | The International            | Enzo Calvini | junto a Clive Owen, Naomi Watts & Ulrich Thomsen                                                   |
| 2008 | 15 Seconds                   | -            | corto - junto a Jane Alexander, Luca Angeletti & Raoul Bova                                        |
| 2005 | Freezerburn                  | Pete         | junto a Edoardo Ballerini, Ronnie Gene Blevins, Rena Owen & Rachel Hunter                          |
| 2003 | Parallel Passage             | Luca         | corto - junto a Sara Rivas, Daniel Louis Rivas & Mel Fair                                          |
| 2003 | Il Ronzio delle Mosche       | Capitán      | junto a Giorgio Colangeli & Greta Scacchi                                                          |
| 2002 | Il Diario di Matilde Manzoni | Malenchini   | junto a Alessio Boni & Urbano Barberini                                                            |
| 2001 | Le fate ignoranti            | Sandro       | junto a Margherita Buy, Stefano Accorsi & Filippo Nigro                                            |
| 2000 | Al Momento Giusto            | Brad Klein   | junto a Kasia Smutniak                                                                             |

### Series de Televisión
| Año         | Título                     | Personaje           | Notas                                  |
| ----------- | -------------------------- | ------------------- | -------------------------------------- |
| 2014        | Una buona stagione         | Guido               | 6 episodios - miniserie                |
| 2012 - 2013 | The Bold and the Beautiful | Padre Fontana       | 11 episodios                           |
| 2012        | Sposami                    | Manrico             | 5 episodios                            |
| 2010        | Ho Sposato uno Sbirro      | Giovanni Vattoli    | 10 episodios                           |
| 2009        | Don Matteo                 | Andrea              | episodio "Dietro le mura del convento" |
| 2009        | Il commissario Manara      | Massimo Cenci       | 5 episodios                            |
| 2008        | Tutti pazzi per amore      | Sergio              | 7 episodios                            |
| 2006        | Cotti e Mangiati           | Rocco Casciani      | -                                      |
| 2006        | La Freccia Nera            | Padre di Giovanna   | miniserie                              |
| 2004        | Carabinieri                | Vittorio Costantini | episodio "Ricette e sortilegi"         |
| 2001        | As the World Turns         | Dante Grimaldi      | -                                      |
| 2001        | Sex and the City           | Asistente de Oscar  | episodio "The Real Me"                 |
| 2000        | Distretto di Polizia       | Fabio               | episodio "Il professore"               |